# Donori
Donòri là một đô thị ở tỉnh Sud Sardegna, vùng Sardegna của Ý, có vị trí cách khoảng 25 km về phía bắc của Cagliari. Đến thời điểm ngày 31 tháng 12 năm 2004, đô thị này có dân số 2.104 và diện tích là 35,2 km².
Donòri giáp các đô thị: Barrali, Samatzai, Sant'Andrea Frius, Serdiana, Ussana.